# Abbas (Fotograf)

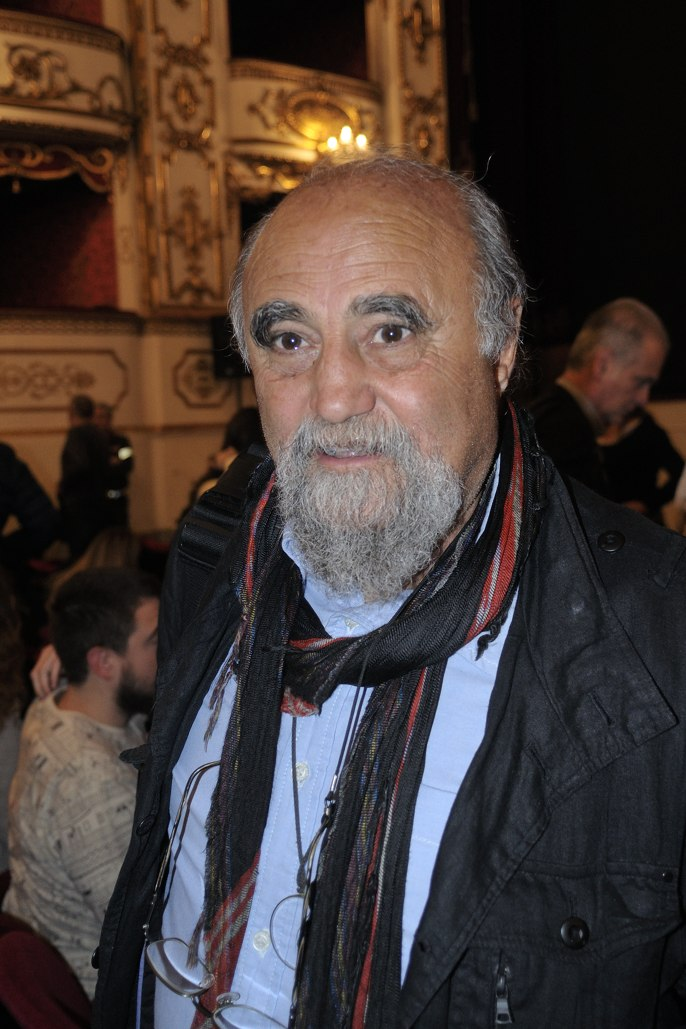
Abbas Attar (2014)

Abbas, eigentlicher Name Abbas Attar (anhörenⓘ persisch عباس عطار; * 29. März 1944 in Chasch, Iran; † 25. April 2018 in Paris), war ein iranisch-französischer Fotojournalist und Mitglied der Fotoagentur Magnum Photos.

## Leben
Abbas Attars Familie ging um 1952 ins französische Exil. Attar studierte Kommunikationswissenschaft und begann 1964 für algerische Zeitungen zu fotografieren. Im Auftrag des Internationalen Olympischen Komitees dokumentierte er 1968 u. a. die Spiele in Mexiko. Von 1970 bis 1971 arbeitete Abbas als freier Fotograf für Jeune Afrique. Zahlreiche Reisen in Krisenregionen wie Biafra, Bangladesch oder Nordirland sollten folgen. 1974 trat Abbas der Fotoagentur Gamma bei und dokumentierte Missstände in der Dritten Welt. International bekannt wurde Abbas durch Fotografien über die Zustände während des Apartheidregimes in Südafrika und über die Revolution im Iran.
Abbas verließ 1981 Gamma und wurde Magnum-Kandidat; ab 1983 war er außerordentliches Mitglied der Agentur. Von 1983 bis 1986 bereiste er Mexiko, als wollte er für einen Roman recherchieren, und gab nach einer Ausstellung das entsprechende Buch Return to Mexico, journeys beyond the mask heraus, das ein Reisetagebuch enthielt und seine ästhetische Definition für die Fotografie formulierte. Für Magnum unternahm er zahlreiche Fotoreportagen und wurde 1985 Vollmitglied bei Magnum. 1986 konzentrierte sich Abbas auf die Modefotografie. Ab 1987 begann er mit seiner großangelegten Dokumentation über das Wiedererstarken des Islams von China bis hin nach Marokko und versuchte sich mit der Religion in einer eindrucksvollen Bildsprache auseinanderzusetzen. Daraus resultierte der Bildband Allah O Akbar, a journey through militant Islam (Phaidon 1994), der seit den Terroranschlägen auf das World Trade Center und das Pentagon am 11. September 2001 gesteigerte Aufmerksamkeit auf sich zog.
Mit einem regelrechten Paradigmawechsel konzentrierte sich Abbas ab 2000 auf die Visualisierung der Stärken des Christentums. Als Ergebnis war das Buch Faces of Christianity, a photographic journey (A. Abrams 2000) ebenso erfolgreich wie eine Wanderausstellung. Eines seiner Bilder, Zwei Mädchen als Engel verkleidet, illustrierte die Titelgeschichte der Januarausgabe der GEO des entsprechenden Jahres. Das Buch In Whose Name? The Islamic World after 9/11. (Thames and Hudson 2009) trug einer siebenjährigen Reportagereise durch 16 Länder und seinen vorangegangenen Erfahrungen Rechnung. Von 2008 bis 2010 bereiste Abbas die Welt des Buddhismus und veröffentlichte als Ergebnis Les Enfants du lotus, voyage chez les bouddhistes (De la Martinière 2011). Seit Anfang 2011 wandte er sich der nächsten Weltreligion zu, dem Hinduismus, um sich auch diesem Phänomen fotografisch anzunähern.
Über seine Fotografie sagte Abbas selbst:

„Beim Fotografieren sehe ich schwarzweiß. Ich befinde mich dabei in einem Zustand der Gnade: Im vollen Bewusstsein für Licht und Bewegung nehme ich ein Ereignis in seinen politischen, sozialen, religiösen oder auch in seinen rein ästhetischen Dimensionen wahr. Zugleich entwickle ich eine Vorstellung vom Verhältnis zwischen Mensch, Natur und Tier. In Schwarzweiß fällt mir das leichter, weil Schwarzweiß nicht real ist. Die Farbe lenkt ab. Meine Fotografie ist eine Form des Denkens.“

2024 wurde Abbas von der Suchmaschine Google zum 80. Geburtstag mit einem Doodle geehrt.

## Bücher
- Iran, la révolution confisquée, Clétrat, Paris 1980
- Retornos a Oapan, FCE Rio de Luz, Mexico 1986
- Return to Mexico, W.W.Norton, New York 1992
- Allah O Akbar, voyages dans l’Islam militant, Phaidon, London 1994
- Allah O Akbar, a journey through militant Islam, Phaidon, London 1994
- Viaggio negli Islam del Mondo, Contrasto, Roma 2002
- Voyage en chrétientés, La Martiniere, Paris 2000
  - Faces of Christianity, A. Abrams, New York 2000
  - Glaube – Liebe – Hoffnung? Eine fotografische Reise in die Christenheit. Aus dem Französischen  von Cornelia Sevrain, Knesebeck, München 2000, ISBN 3-89660-074-5.
- IranDiary 1971–2002, Autrement, Paris 2002
- IranDiario 1971–2005, Sagiattore, Milano 2006
- Abbas, I Grandi Fotografi di Magnum, Hachette, Milano 2005
- Sur la Route des Esprits, Delpire, Paris 2005
- The children of Abraham, (Ausstellungskatalog), Intervalles, Paris 2006
- In Whose Name?, Thames and Hudson, London 2009
- Ali, le Combat, Editions Sonatines, Paris 2011
- Les Enfants du lotus, voyage chez les bouddhistes, De la Martinière, Paris 2011

Comics
- Muhammad Ali, Kinshasa 1974, Abbas, Jean-David Morvan, Rafael Ortiz. Aus dem Französischen von Mathias Althaler. Bahoe Books, Wien 2021, ISBN 978-3-903290-47-1

## Ausstellungen
- 1972: Ganvie People, Falomo, Nigeria
- 1977: Retrospective, Galerie Litho, Tehran; Ce jour là, Galerie FNAC, Paris
- 1980: Iran, the revolution, Tehran Museum of Contemporary Art; Darvazeh Ghar Moschee, Tehran; Fundacao Cultural, Rio de Janeiro
- 1982: Citizen of the Third World, Photographer's Gallery, London; Open Eye Gallery, Liverpool, G.B.
- 1983: Retrospective, Consejo de Fotografia, Mexiko
- 1984: Retrospective, Galerie ARPA, Bordeaux, Frankreich
- 1986: Votez pour Moi, Galerie Magnum, Paris
- 1991: Retrospective, Imagina, Almería, Spanien
- 1992: Return to Mexico, Mexico Cultural Center, Paris; Maison pour Tous, Calais
- 1994: Retornos a Mexico, Centro Nacional de la Fotografia, Mexiko
- 1999: Islamies, Place Royale, Brussels; Islamies, Arab World Institute, Paris; Chrétiens, House of Photography, Moskau; Chrétiens, Eberhardskirche, Stuttgart
- 2002: Iran, the revolution, The Grey Gallery, New York; Viaggio negli Islam del mondo, Palazzo Vecchio, Firenze, Italia; Visiones de l'Islam, la Caixa, Tarragona, Madrid, Málaga, Orense, Spanien; IranDiary, Visa in Perpignan, Frankreich
- 2003: Visiones de l'Islam, la Caixa, Girona, Granada, Pamplona and Palma de Mallorca, Spanien
- 2004: Iran, Haus der Kulturen der Welt, Berlin; Resurgence of Shias, Visa in Perpignan, Frankreich; Ya Saddam, Noorderlicht, Leeuwarden, Niederlande; Islams, The United Nations, New York
- 2005: Sur la Route des Esprits, La Chambre Claire, Paris
- 2006: The Children of Abraham, Nobel Peace Center, Oslo; Islams and Shias, Vicino/Lontano, Udine, Italia
- 2007: The Children of Abraham, Groningen and Amsterdam, Holland
- 2008: The Children of Abraham, Institut Français de Fès, Marokko; Jardin Botanique, Brüssel, Belgien
- 2009: In Whose Name?, Magnum Gallery, Paris; Visa, Perpignan, Galerie Polka, Paris
- 2011: Abbas, 45 years in Photography, National Museum of Singapore
- 2015: Zwischen Mythos und Ideologie. Fotografien aus dem Lebenswerk von Abbas, Stadthaus Ulm